# Inagi
Inagi (稲城市, Inagi-shi) est une ville de la métropole de Tokyo, au Japon.

## Géographie

### Situation
Inagi est située dans le centre-sud de la métropole de Tokyo, à environ 25 km de Shinjuku dans le centre de Tokyo.

### Municipalités limitrophes
| Fuchū    | Fuchū    | Chōfu    |
| Tama     | Inagi    | Kawasaki |
| Kawasaki | Kawasaki | Kawasaki |

### Démographie
Au 1er mars 2025, la population de la ville d’Inagi était de 93 884 habitants répartis sur une superficie de 17,97 km2.

### Hydrographie
La ville est bordée par le fleuve Tama au nord.

## Histoire
Le village d'Inagi est fondé le 31 mars 1889 dans le district de Minamikuwada, par la fusion de six villages. Inagi est promu au rang de bourg le 1er avril 1957, puis au rang de ville le 1er novembre 1971.

## Culture locale et patrimoine
- Yomiuri Land

## Transports
Inagi est desservie par la ligne Nambu de la JR East et par la ligne Sagamihara de la Keiō.

## Personnalités liées à la municipalité
- Kunio Ōkawara (né en 1947), animateur